# Vorstendom Anhalt (1562-1606)
Het vorstendom Anhalt (Duits: Fürstentum Anhalt) was een land in het Heilige Roomse Rijk. In 1562 werden alle Anhaltse vorstendommen onder Joachim Ernst en zijn jongere broer Bernhard VII verenigd. De twee broers regeerden gezamenlijk tot de kinderloze dood van Bernhard in 1570. Joachim Ernst regeerde vanaf dat moment als enige heerser van Anhalt. Joachim Ernst stierf in 1586, waarna zijn zoons gezamenlijk regeerden. In 1603 sloten de drie zonen een delingsverdrag en in 1606 verdeelden zij het vorstendom onder elkaar, waarbij de vorstendommen Anhalt-Dessau, Anhalt-Bernburg, Anhalt-Zerbst en Anhalt-Köthen ontstonden.

## Vorsten
- 1562 - 1570: Joachim Ernst en Bernhard VII
- 1570 - 1586: Joachim Ernst
- 1586 - 1606: Johan George I, Christiaan I, August, Rudolf, Johan Ernst (overleden in 1601) en Lodewijk I